# Choroba von Willebranda
Choroba von Willebranda (łac. morbus von Willebrandi, ang. von Willebrand disease, vWD) – choroba charakteryzująca się skłonnością do krwawień samoistnych lub po urazach (operacja, uderzenie itp.). Występuje w postaci ciężkiej, umiarkowanej i lekkiej. Przyczyną jej jest brak we krwi czynnika von Willebranda odpowiedzialnego za adhezję płytek do miejsca uszkodzenia naczynia i ochranianie czynnika krzepnięcia VIII.
Wydłużenie czasu krwawienia przy zachowanej prawidłowej liczbie trombocytów jest typowym odchyleniem laboratoryjnym tej choroby. Leczenie krwawień powinno być prowadzone przez hematologa, a polega w większości przypadków na stosowaniu leków podnoszących poziom czynnika von Willebranda we krwi.

## Historia
Choroba von Willebranda została nazwana na cześć fińskiego pediatry Erika Adolfa von Willebranda (1870–1949), który w 1926 roku po raz pierwszy opisał schorzenie występujące u członków rodziny z Wysp Alandzkich. Początkowo, ze względu na brak znajomości patogenezy, choroba była rozpoznawana na podstawie stwierdzenia przedłużonego czasu krwawienia oraz zmniejszonej aktywności czynnika VIII. Z tego powodu traktowano ją jako formę hemofilii. Była nazywana pseudohemofilią lub angiohemofilią. Dopiero w 1972 roku wyizolowano czynnik von Willebranda, którego niedobór jest przyczyną występowania choroby.

## Epidemiologia
Choroba von Willebranda jest najczęstszą wrodzoną skazą krwotoczną. Występuje z częstością 1:100 osób (postać objawiająca się krwawieniami występuje z częstością 125:1.000.000). Dotyka z taką samą częstością osobników obu płci, ale ponieważ większość form ma raczej przebieg łagodny, chorobę von Willebranda częściej rozpoznaje się u kobiet, u których tendencje do zwiększonego krwawienia silniej wyrażają się podczas menstruacji. Różne odchylenia od normy (niekoniecznie prowadzące do rozwinięcia choroby) występują u 0,9–3% populacji. U ludzi z grupą krwi „0” częściej są obecne ciężkie albo klinicznie jawne postacie choroby von Willebranda.

## Etiopatogeneza
Choroba von Willebranda rozwija się w wyniku niedoboru osoczowego czynnika krzepnięcia – czynnika von Willebranda (vWF). Czynnik von Willebranda jest glikoproteiną występującą w kompleksie z czynnikiem VIII. Warunkuje on prawidłową adhezję płytek krwi do uszkodzonej ściany naczynia.
vWF jest aktywny głównie w warunkach szybkiego przepływu krwi. Dlatego jego niedobór ujawnia się najwcześniej w narządach bogatych w małe naczynia, takich jak skóra, przewód pokarmowy, macica.
Choroba von Willebranda ma podłoże genetyczne. Niedobór vWF jest spowodowany mutacją genu kodującego czynnik, zlokalizowanego na chromosomie 12 (12p13.2). Gen ten ma długość 178 kb i posiada 52 egzony oraz 51 intronów. Mutacja powoduje powstawanie albo zbyt małej ilości czynnika albo jego nieprawidłowych form. Dziedziczy się, w zależności od typu, autosomalnie dominująco (typ 1 i 2 – najczęściej) lub recesywnie (typ 3 i sporadycznie typ 2).
W ciężkich przypadkach typu 1 choroby von Willebranda mutacje w obrębie genu wykazują dużą penetrację. W łagodnych postaciach istnieje szerokie spektrum zmian molekularnych prowadzących do polimorfizmu w obrębie genu kodującego vWF i w efekcie do powstawania różnych form czynnika von Willebranda. Obecność poszczególnych grup krwi z układu AB0 może wpływać na występowanie oraz ciężkość przebiegu choroby von Willebranda. Ludzie z grupą krwi „0” mają wyjściowo mniejszy poziom czynnika von Willebranda niż pacjenci z innymi grupami krwi. Z tego względu pacjenci z grupą krwi „0” mogą być mylnie diagnozowani jako dotknięci vWD, a z kolei u posiadaczy grupy „AB” można przeoczyć rozpoznanie, ponieważ u nich poziom vVF jest wyższy.
Wtórnym zaburzeniem do niedoboru vWF jest niedobór czynnika VIII, który jest stabilizowany przez czynnik von Willebranda (vWF ochrania czynnik VIII przed proteolizą). Prowadzi to do dalszego upośledzenia procesu krzepnięcia.

## Objawy
W zależności od typu, w chorobie von Willebranda występuje zwiększona skłonność do krwawień. W łagodnych postaciach są to głównie krwawienia skórno-śluzówkowe – przedłużające się, obfite menstruacje, krwawienia z nosa, zwiększona częstość występowania podbiegnięć krwawych, krwotoki po zabiegach dentystycznych i chirurgicznych. W cięższych postaciach mogą występować wylewy do stawów i mięśni czy nasilone krwotoki z przewodu pokarmowego, zwłaszcza u osób u których współistnieje angiodysplazja jelitowa. Ciężkie powikłania krwotoczne występują stosunkowo rzadko, tylko w typie 3 vWD.

## Diagnostyka
W diagnostyce choroby von Willebranda wykorzystuje się badania przesiewowe polegające na oznaczeniu:
- APTT – występuje wydłużenie czasu
- czasu krwawienia – zawsze wydłużony w typie 3
- czasu okluzji w analizatorze funkcji płytek krwi (PFA)

Przy nieprawidłowych wynikach powyższych testów i dodatnim wywiadzie w postaci występowania krwawień samoistnych u pacjenta i rodziny wykonuje się bardziej dokładne badania, mające na celu potwierdzenie rozpoznania. Należą do nich:
- stężenie czynnika von Willebranda – zmniejszone
- aktywność czynnika von Willebranda – zmniejszone
- elektroforeza osocza w żelu agarozowym po dodaniu przeciwciał przeciwko vWF – badanie ma na celu analizę multimerów vWF
- aglutynacja płytek indukowana ristocetyną – zmniejszona

Ponadto w chorobie von Willebranda występuje zmniejszona aktywność czynnika VIII (vWF jest niezbędny do stabilizacji czynnika VIII).
Typ 2N można rozpoznać jedynie dzięki zbadaniu aktywności koagulacyjnej czynnika VIII.
Jako że czynnik von Willebrand należy do białek ostrej fazy, których stężenie ulega zwiększeniu w takich stanach jak infekcja, ciąża czy stres, oznaczenie jego poziomu w tym okresie może być utrudnione i dawać wyniki fałszywie ujemne.

## Typy
W typie 1 i 3 występuje rzeczywisty niedobór czynnika von Willebranda. Natomiast typ 2 dotyczy różnych zaburzeń strukturalnych i funkcjonalnych vWF.
| typ      | podtyp   | zaburzenie                                                                        | diagnostyka | opis |
| -------- | -------- | --------------------------------------------------------------------------------- | --- | --- |
| 1        | 1        | Niewielkie ilościowe zaburzenia vWF (10–45% normalnego poziomu, tzn. 10-45 IU).   | - vWF:Ag, R:Cof, VIII:C zmniejszone proporcjonalnie - prawidłowy rozkład multimerów vWF | Nieznaczne upośledzenie krzepnięcia. Wielu pacjentów prowadzi normalne życie. Mogą występować krwawienia po zabiegach, skłonność do powstawania podbiegnięć krwawych, obfite miesiączki. Jest to najczęstszy typ choroby. Występuje u 70% pacjentów z rozpoznanym schorzeniem. |
| 2        | 2A       | Zaburzenie uwalniania vWF lub jego nadmierna proteoliza.                          | - w krążeniu obecne tylko małe multimery, brak dużych i pośrednich - niski poziom R:Cof w stosunku do vWF:Ag; VIII:C prawidłowa | Cechy łagodnej lub średnio nasilonej skazy krwotocznej. Podtyp cechuje się słabą odpowiedzią na desmopresynę. Dziedziczy się autosomalnie recesywnie. |
| 2        | 2B       | Zwiększone powinowactwo do GPIb na powierzchni trombocytów.                       | - w krążeniu brak dużych multimerów - niski poziom R:Cof w stosunku do vWF:Ag - zwiększenie RIPA | Cechy łagodnej lub średnio nasilonej skazy krwotocznej. Desmopresyna jest przeciwwskazana. Może wystąpić mała trombocytopenia. Dziedziczy się autosomalnie dominująco. |
| 2        | 2M       | Zmniejszone (lub całkowity brak) powinowactwo do GPIb na powierzchni trombocytów. | - vWF:Ag, R:Cof, VIII:C zmniejszone nieproporcjonalnie | Objawy skazy różnie nasilone, od łagodnej do ciężkiej. Dziedziczy się autosomalnie dominująco. |
| 2        | 2N       | Zaburzenie wiązania vWF do czynnika VIII.                                         | - prawidłowy rozkład multimerów vWF - vWF:Ag prawidłowy; niski poziom VIII:C | Objawy skazy różnie nasilone, od łagodnej do ciężkiej. Dawniej często mylnie u tych pacjentów rozpoznawano hemofilię. Dziedziczy się autosomalnie recesywnie. |
| 3        | 3        | Duży niedobór vWF.                                                                | - brak wszystkich multimerów - nieoznaczalny vWF:Ag; niskie R:Cof, VIII:C | Najcięższa postać choroby von Willebranda. Występuje w przypadku homozygot nieprawidłowego genu. |
| płytkowy | płytkowy | mutacja w obrębie receptora dla vWF na powierzchni płytek (łańcuch alfa GPIb)     | - w krążeniu brak dużych multimerów - niski poziom R:Cof w stosunku do vWF:Ag - testy genetyczne nie wykazują mutacji w obrębie vWF - w celu odróżnienia od typu 2B do osocza bogatopłytkowego osoby badanej dodaje się krioprecypitat lub oczyszczony czynnik von Willebranda. Tylko w typie płytkowym nastąpi w tym momencie agregacja trombocytów. | Jak w typie 2B. Nie jest klasycznie zaliczany do typów choroby von Willebranda – jest to tzw. rzekoma choroba von Willebranda. |

Legenda:

R:Cof – aktywność kofaktora ristocetyny

vWF – czynnik von Willebranda

vWF:Ag – antygen vWF

VIII:C – aktywność koagulacyjna czynnika VIII

RIPA – aglutynacja płytek indukowana ristocetyną

GP Ib – glikoproteina receptorowa na powierzchni trombocytów

## Nabyta choroba von Willebranda
Nabyta choroba von Willebranda występuje przy obecności w krążeniu autoprzeciwciał. Funkcja czynnika von Willebranda w tym przypadku nie jest upośledzona, jednak powstające kompleksy autoprzeciwciało-vWF są szybko usuwane z krwiobiegu powodując objawy choroby.
Pewna forma choroby von Willebranda może wystąpić u pacjentów ze zwężeniem zastawki aortalnej powiązanym z krwawieniem z przewodu pokarmowego (zespół Heyde’a). Ten rodzaj nabytej vWD może być częstszy niż się obecnie uważa.
Nabyta choroba von Willebranda była również opisywana w takich schorzeniach jak: guz Wilmsa, niedoczynność tarczycy, choroby rozrostowe układu krwiotwórczego, nowotwory złośliwe, toczeń rumieniowaty układowy, w infekcjach wirusowych czy przy przyjmowaniu niektórych leków.

## Leczenie
| Leczenie                       | Typ                                                                                  | Dawkowanie                                                           |
| ------------------------------ | ------------------------------------------------------------------------------------ | -------------------------------------------------------------------- |
| desmopresyna                   | lek z wyboru w typie 1 i 2N niewielka skuteczność w 2A i 2M nieskuteczny w 3         | 0,3 μg/kg dożylnie                                                   |
| koncentrat czynnika VIII z vWF | typ 3, 2A, 2B, 2M oraz niekiedy w typie 1 krwawienia samoistne okres okołooperacyjny | 20-30 j.m.cz. VIII/kg m.c. dożylnie (do 50 j. u chorych operowanych) |
| krioprecypitat                 | współistniejąca angiodysplazja jelitowa i krwotok z przewodu pokarmowego             | 2 j./10 kg m.c. co 12-24 h                                           |
| kwas traneksamowy              | krwawienia śluzówkowe                                                                | 10–15 mg/kg m.c. doustnie lub dożylnie                               |
| doustne środki antykoncepcyjne | obfite krwawienia miesiączkowe                                                       |                                                                      |

## Rokowanie
W zależności od typu. W postaciach łagodnych rokowanie jest dobre. Przy ciężkich postaciach istnieje duże ryzyko niepełnosprawności z powodu nawracających wylewów do stawów.